# 貨物

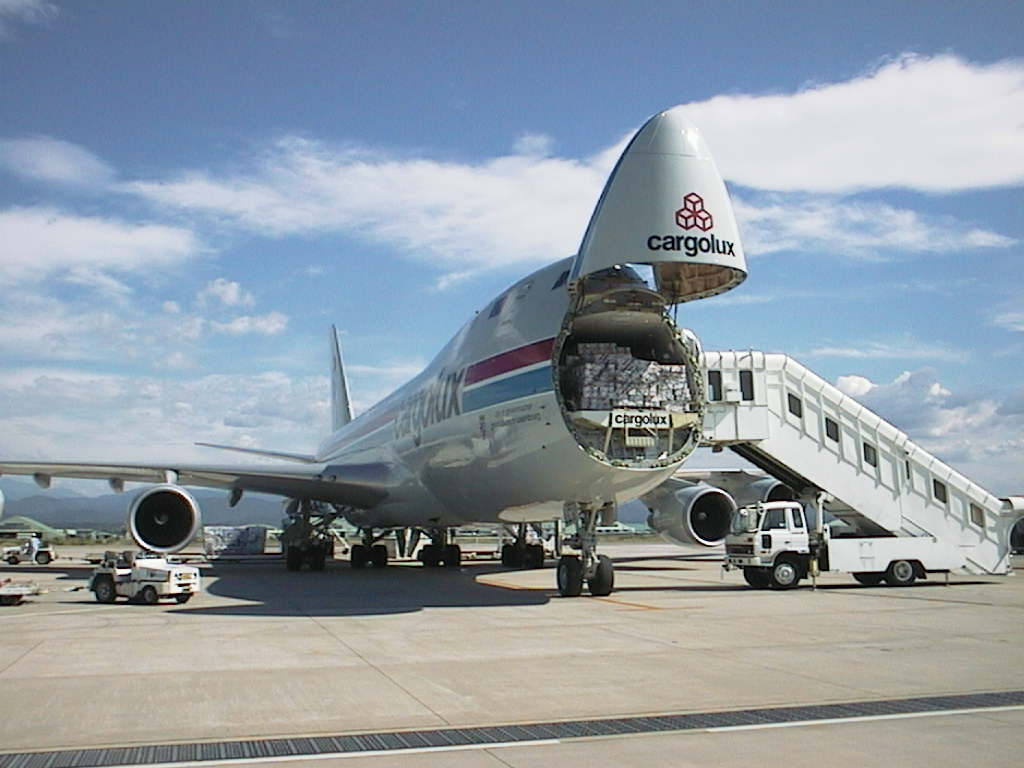
B747カーゴ機

貨物（かもつ, Freight）とは、運送の客体となる物品の総称。「輸送機関によって運ばれる物品」をいう。特にCargoと言った場合は、水路または空路で運ばれる貨物を指す。経済学では、貨物とは、商業的利益を得るために賃送される商品を指す。
なお、英語では日本語の貨物に当たるものにフレイト（freight）、カーゴ（cargo）、グッズ（goods）がある。

## 貨物の分類

### 物品の性状による分類
貨物は物品の性状により、一般貨物と特殊貨物に分けられる。特殊貨物は荷扱いや積付けに一般貨物と異なる取り扱いが必要な貨物で、液体、粉粒体、動物、植物、貴重品、危険品などをいう。一般貨物、特殊貨物、雑貨に分けることもある。

### 包装形態による分類
貨物は包装形態によりバルク貨物（ばら積み貨物）、容器入り貨物、コンテナ貨物、パレット積み貨物などに分けられる。

### 輸送手段による分類
- 海上貨物
- 航空貨物
- 鉄道貨物
- トラック貨物

またトラック積載量未満 (Less-than-truckload shipping, LTL) 貨物は、貨物輸送の最初のカテゴリであり、貨物輸送の大部分と企業間 (B2B) 輸送の大部分を占めている。LTL貨物はしばしば自動車貨物とも呼ばれ、関与する運送業者は自動車運送業者と呼ばれる。

## 各国の制度

### 日本
日本においては商法に規定される運送営業として規制される。
日本における国内の貨物輸送の輸送手段を比較すると、国土交通省が発行している交通センサスによれば、2000年度においては代表輸送機関（あるものをA地点からB地点まで運ぶ際に最も長く使った輸送機関のこと）に着目した場合、トラックのシェアが81 %と最も多く、日本の輸送の中心はトラック輸送であると言える。
鉄道輸送においては手荷物・小荷物といった小規模なものは「荷物」として、貨物と区分される。貨物を運ぶのは貨車だが、荷物は客車の一種の荷物車で運ばれ、また旅客と同様の駅で扱われるなどの違いがある。ただし日本ではごく一部を除いて鉄道荷物輸送は既に廃止されている。
また、2007年の郵政民営化以降の日本郵便のサービスの一つとしての荷物（かつての小包）は、上記の鉄道荷物とはまた別の概念であり、宅配便として貨物の一種である。
1960年代ごろまで長らく陸上輸送の中心となっていた鉄道は、拠点間の長距離大量輸送には向くが、短距離では時間や費用でメリットがないことや、小回りが利かないなどの理由により、長期的には大きくシェアを落とし、トンキロベースでは4 %程度である。
一部では鉄道貨物が復活の兆しを見せているものの、地方では貨物を取り扱う駅自体もきわめて少なくなり、石油などの大量輸送や、コンテナなどの長距離輸送に絞りこんでいる。
残りが貨物船などによる海運と、貨物機などによる空運である。このうち、空運が徐々にシェアを拡大しつつある。

### 欧州
ヨーロッパでは鉄道が整備されるまで主要な輸送手段は河川舟運であった。しかし、19世紀後半以降の鉄道整備や20世紀前半以降の道路整備により、河川舟運は衰退し、2010年には鉄道のシェア（約10 %）に対して河川輸送のシェアは約3 %（トンキロベース）となっている。一方、モーダルシフトへの期待から各国は河川舟運を支援しており、ロッテルダム港、ハンブルク港、アントワープ港などのコンテナ取扱量は増加している。